# 張峰奇
張峰奇（1986年8月29日—），本名張峰齊，台灣創作歌手、演員，藝人張魁之子。2004年出道，17歲時一手包辦作曲與填詞並入圍金曲獎，被譽為創作金童，目前仍為金曲獎入圍的最年輕創作歌手紀錄保持者。其父張魁和大伯張帝皆是知名藝人，但家族盛名讓他備感壓力。出道至今發行四張個人創作專輯、二張單曲，並參與戲劇演出。曾為主持人吳宗憲旗下「憲憲家族」成員。

## 演藝生涯
張峰奇9歲的時候就已篤信佛教而剃髮為沙彌，於中台禪寺出家法名「見甦」，直到921大地震，父親張魁和母親決定讓張峰奇還俗，之後開始培育他發展音樂。張魁將張峰奇的唱片合約簽給太藝傳播，2004年1月張峰奇發行了首張創作專輯；專輯首播主打《寺廟》就是張峰奇的代表作，用音樂來描寫他在小時候出家的情境；2005年，他的首張專輯入圍金曲獎最佳新人獎，也發行第二張專輯《婉君表妹》。之後張峰奇從事幕後音樂製作，當中有幫新人閻韋伶跨刀寫歌，2007年發行了第三張專輯《能不能》，2015年發行專輯《夜市達人》。2016年發行了與紅絲帶基金會合作的公益單曲《為愛上色》。2020年與遊戲橘子合作，為熱門手遊天堂m創作三週年遊戲主題曲〈天堂m〉。
2023年 發行了單曲《多愛你一天》此單曲為陸劇“武十郎”電視插曲

## 個人生活
2019年，張峰奇宣布與交往兩年的台灣女藝人李亮瑾結婚。2021年3月22日，張峰奇宣布李亮瑾已剖腹產子。

## 音樂作品

### 專輯
| 專輯名稱                   | 發行日期       | 曲目 |
| -------------------------- | -------------- | --- |
| 《多愛你一天》             | 2023年10月15日 | 1. 多愛你一天 2. 一支獨秀 |
| 《天堂M》                  | 2020年12月30日 | 1. 天堂M |
| 《為愛上色》               | 2016年12月1日  | 1. 為愛上色 |
| 《夜市達人》               | 2015年12月2日  | 1. I want to be free 2. 看你一眼 3. 夜市達人 4. 離不開你 5. 有家雜貨店 6. Leave Me                                                                                                 |
| 《背著你走》               | 2008年9月      | 1. 背著你走 2. 手心的天空 |
| 《能不能》                 | 2007年9月14日  | 1. 下雪的季節 2. I Don't Believe 3. 能不能 4. 離岸 5. 雨季 6. 愛你在心口難開 featuring 閻韋伶 7. 夜的方向 8. 天使呵護的角落 9. 答案 10. 真心話                                     |
| 《張峰奇創作輯II婉君表妹》 | 2005年4月      | 1. 序曲 - 想要給你的 2. 決定 3. 婉君表妹 4. 紙飛機 featuring 陳怡廷 (MV演出:陳意涵) 5. 爸爸耕田去 6. 我想自由 7. 喜歡雨天 8. 沙漏 9. 搖滾主義 10. 寄不到的信 11. 古訓 12. 習不習慣 |
| 《張峰奇創作輯》           | 2004年1月      | 1. 寺廟 2. 打棒球 3. 冬季的夜 4. 承諾 5. 分享愛 6. Love 7. 等待我的愛 8. 化學方程式 9. 想 10. 鐘聲                                                                                 |

## 演出作品

### 電視劇
| 年份   | 頻道       | 劇名                   | 角色            |
| 2004年 |            | 少年卡布奇諾           | 光彥            |
| 2014年 |            | 終極惡女               | 郝萌            |
| 2015年 |            | 阿宪走着瞧             | 羅梭            |
| 2017年 | 台視       | 牡丹花開               | 李文彬          |
| 2018年 | 三立台灣台 | 戏说台湾张仙送子       | 张仙            |
| 2018年 | 三立台灣台 | 戏说台湾織女纏牛郎     | 劉春和          |
| 2018年 | 三立台灣台 | 戏说台湾葬生基         | 林萬生 (二兩)   |
| 2019年 | 三立台灣台 | 戏说台湾丈人鬥女婿     | 錢太保(聖王公)  |
| 2019年 | 三立台灣台 | 戏说台湾城隍媽咬狗     | 黃狗精/胡阿土   |
| 2020年 | 三立台灣台 | 戏说台湾潛水媽挽胭脂蟲 | 黃武雄          |
| 2021年 | 三立台灣台 | 天之驕女               | 小八            |
| 2021年 | 三立台灣台 | 戏说台湾孟婆化頑石     | 廖二元          |
| 2023年 | 三立台灣台 | 戏说台湾金媽祖渡不孝女 | 許榮成          |
| 2023年 | 三立台灣台 | 戏说台湾雙姓公媽鬧姻緣 | 吳進寶          |
| 2023年 | 三立台灣台 | 戏说台湾龍太子報親恩   | 潘世傑          |
| 2024年 | 三立台灣台 | 戲說台灣蟾蜍仙解宿怨   | 張耀文          |
| 2024年 | 三立台灣台 | 戲說台灣天燈媽祖       | 銀蟬/廖清水     |
| 2024年 | 三立台灣台 | 戲說台灣濟公戲金蟾     | 捕蛇人          |
| 2024年 | 三立台灣台 | 戲說台灣帝爺公換子成龍 | 方阿牛/龜仙     |
| 2025年 | 三立台灣台 | 戲說台灣尊王公助良緣   | 醉漢            |
| 2025年 | 三立台灣台 | 戲說台灣柴頭尪仔報冤仇   | 李阿埔          |
| 2025年 | 三立台灣台 | 戲說台灣饕餮愛食神     | 方天狗/麒麟尊者 |

### 電影
- 2012年 球愛天空飾 張峰奇
- 2014年 入戲飾 羅密歐
- 2016年 人生按個讚

## 演唱會
- 2022 拉斯維加斯中國節演唱會嘉賓
- 2020 台北市政府歲末年終表演
- 2019 台北市政府歲末年終主持表演
- 2017 台北小巨蛋母親節演唱會演出
- 2016 舞台劇 『最遙遠的距離』台北小巨蛋演出
- 2016 曙光倒影小琉球跨年演唱會
- 2015  中時旺旺集團公益演唱會巡迴表演
- 2014  美國瑪裏蘭livehouse Casino感恩節演唱會
- 2014  澳門天王秀演唱會
- 2013  美國拉斯維加斯MGM中國節演唱會表演嘉賓
- 2013  美國芝加哥演唱會表演嘉賓
- 2012  馬尼拉華語演唱會演出
- 2011  新加坡麗晶郵輪天王秀演出
- 2010  深郡天王秀演唱會演出
- 2009  加拿大天王秀演唱會演出
- 2009 「幸福竹縣、希望無限」 跨晚會
- 2008 「健康府城 安全城市」台南跨年晚會
- 2007  美國拉斯維加斯中國節演唱會表演嘉賓
- 2007 「快樂島嶼-HAPPY TOGETHER澎湖」跨年晚會
- 2006  美國拉斯維加斯中國節演唱會表演嘉賓
- 2006 「2007Light田中」彰化縣跨年晚會
- 2006  新加坡國慶演唱會壓軸
- 2005   新加坡國慶演唱會開場
- 2005 「夢想起飛桃園GOGOGO！」跨年晚會
- 2005 「夢想城市， 台中起飛」跨年晚會
- 2005~2015 台灣百場校園演唱

## 獎項
【張峰奇創作輯】第16屆 (2005年) 金曲獎最佳新人獎 - 入圍

## 外部連結
- 張峰奇的Facebook專頁
- 張峰奇的Instagram帳戶
- 張峰奇部落格 （页面存档备份，存于）